# Głuszkowo (sielsowiet kulbakiński)
Głuszkowo (ros. Глушково) – osiedle przy stacji kolejowej w zachodniej Rosji, w sielsowiecie kulbakińskim rejonu głuszkowskiego w obwodzie kurskim.

## Geografia
Miejscowość położona jest przy stacji kolejowej na trasie Kolei Moskiewskiej, 6,5 km od centrum administracyjnego sielsowietu kulbakińskiego (Kulbaki), 8,5 km od centrum administracyjnego rejonu (Głuszkowo), 113 km od Kurska.

## Demografia
W 2010 r. miejscowość zamieszkiwało 235 osób.